# Keimfarben
Keimfarben GmbH er en mellemstor virksomhed med hovedkontor i Diedorf ved Augsburg. Virksomheden er en del af Leonhard Moll AG-koncernen og er en af verdens førende producenter af silikatmaling. Bygninger som Det Hvide Hus, Buckingham Palace, Operahuset i Sydney og Bolschoi-teatret er malet med Keimfarben.
Firmaets grundlægger Adolf Wilhelm Keim regnes som opfinderen af silikatmaling (mineralfarver), der revolutionerede bygge- og malerhåndværket i slutningen af det 19. århundrede.

## Historie
Mens kong Ludwig I. af Bayern regerede, begyndte et intensivt forskningsarbejde i vandglas. Monarken var begejstret for Norditaliens farvestrålende kalkmalerier og ville også kunne nyde denne for kalkfarver typiske farvepragt hjemme i Bayern. Det barske vejr var dog ikke egnet til den teknik, der blev anvendt i Italien.
Det lykkedes dog til sidst håndværkeren og forskeren Adolf Wilhelm Keim at skabe en farve, der kunne tåle klimaet nord for Alperne og som samtidig var farvestrålende ved at blande flydende vandglas (kaliumsilikat) og mineralske farvepigmenter. Årsagen til farvens bestandighed er bindemidlets kemiske forbindelse med underlaget (forkisling). I 1878 lod Keim sine mineralfarver patentere og lagde dermed grundstenen til det nuværende Keimfarben GmbH. Det første produktionssted befandt sig i nærheden af kalkbruddet i Offenstetten (hører i dag under Abensberg) i Niederbayern.

## Koncernstruktur
Keimfarben har hovedkontor i Diedorf og en filial i Alteno/Luckau og i alt elleve udenlandske datterselskaber i Europa (Østrig, Schweiz, Italien, Frankrig, Spanien, Holland, Storbritannien, Skandinavien, Polen, Tjekkiet) og USA. I de lande, hvor Keimfarben ikke er repræsenteret af et eget datterselskab, er det autoriserede forhandlere, der overtager salget (i Australien, Canada, Kina, Singapore, Malaysia og Rusland). Keimfarben GmbH & Co KG har pr. 6. september 2012 ændret selskabsform til "Keimfarben GmbH".

## Produktsortiment
Keim lagde grundstenen til Keimfarbens succes i 1878 med KEIM Purkristalat, en ren tokomponent silikatmaling. I 1962 fulgte den anden generation af Keim-maling med Keim Granital, den første dispersionssilikatmaling, der i modsætning til Purkristalat er enkomponent og derfor nem af forarbejde. I 2002 lancerede Keimfarben med Keim Soldalit en sol-silikatmaling eller kiselsol-silikatmaling (bindemiddel kiselsol og vandglas) på markedet, der gør anvendelsen af silikatmaling endnu mere universel og nem.
Keimfarben producerer farvesystemer til udendørs og indendørs brug, mineralsk puds og spartelmasser, naturstensreparationssystemer, kompositsystemer til varmeisolering og betonreparation og -overfladebeskyttelse. Nyheden i produktsortimentet er en silikatmaling til overflader af træ.

## Eksterne links
- Keimfarbens hjemmeside Arkiveret 19. december 2013 hos  Wayback Machine med selskabets historie